# Amiral Castex (frégate)
L'Amiral Castex est une frégate de défense et d'intervention, un modèle de frégate de premier rang de la Marine nationale française en cours de construction. Elle est nommée en l'honneur de Raoul Castex, un théoricien militaire d'avant la Seconde Guerre mondiale.
La mise en service de la frégate est prévue en 2028.

## Historique
La commande a été annoncée le 29 mars 2021, en même temps que celle de son navire jumeau, l'Amiral Louzeau.  Initialement prévue en 2025 la mise en service a été repoussée à 2028.